# Xã Lincoln, Quận Kearney, Nebraska
Xã Lincoln (tiếng Anh: Lincoln Township) là một xã thuộc quận Kearney, tiểu bang Nebraska, Hoa Kỳ. Năm 2010, dân số của xã này là 1.810 người.